# وستبروک (کنتیکت)
وستبروک، کنتیکت (به انگلیسی: Westbrook, Connecticut) یک شهرک در ایالات متحده آمریکا است که در کنتیکت واقع شده‌است.

## خصوصیات
وستبروک ۵۵٫۴ کیلومترمربع مساحت و ۶٬۹۳۸ نفر جمعیت دارد و ۱۳ متر بالاتر از سطح دریا واقع شده‌است.